# TT190
| F20 · O34 | R7 | E10 | nb | R11 | R11 |

| F20 · O34 | R7 | E10 | nb | R11 | R11 |

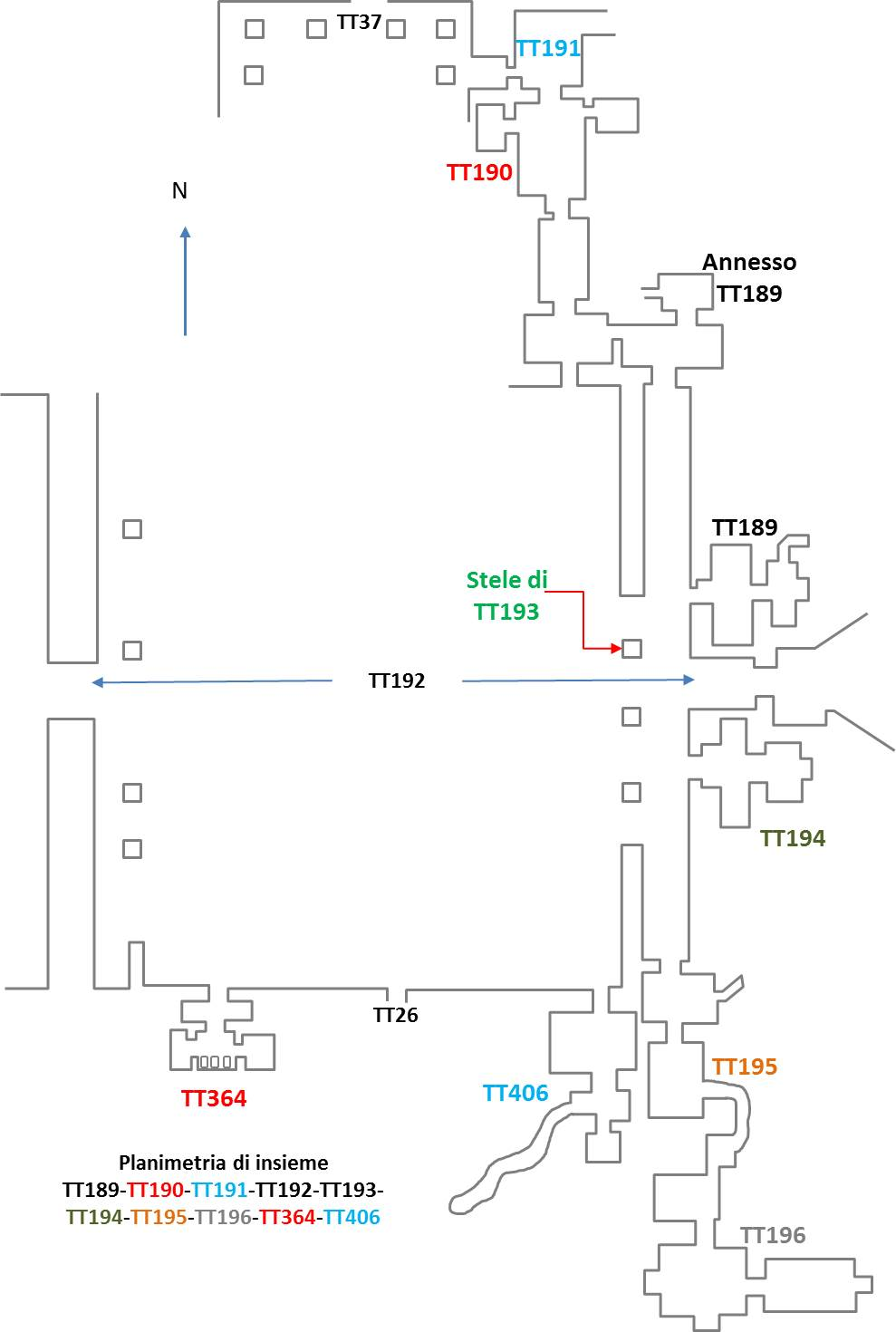
Planimetria dell'area in cui insistono le tombe TT189, TT190, TT191, TT192, TT193, TT194-TT195-TT196-TT364-TT406

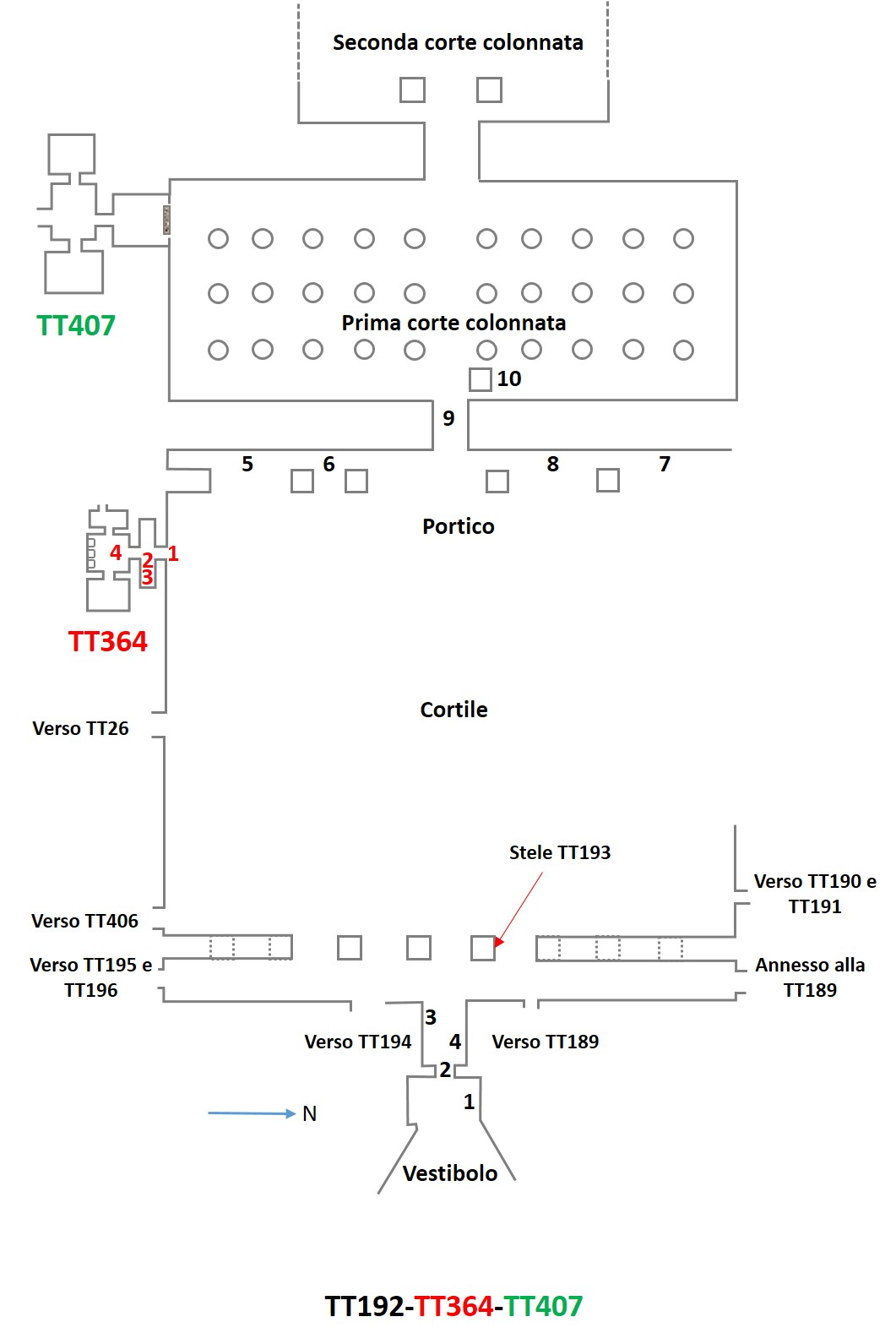
Planimetria dell'area in cui insistono le tombe TT192, TT364, TT407 (in basso a destra l'accesso alle tombe TT190 e TT191)

TT190 (Theban Tomb 190) è la sigla che identifica una delle Tombe dei Nobili ubicate nell'area della cosiddetta Necropoli Tebana, sulla sponda occidentale del Nilo dinanzi alla città di Luxor, in Egitto. Destinata a sepolture di nobili e funzionari connessi alle case regnanti, specie del Nuovo Regno, l'area venne sfruttata, come necropoli, fin dall'Antico Regno e, successivamente, sino al periodo Saitico (con la XXVI dinastia) e Tolemaico.

## Titolare
TT190 era la tomba di:
| Titolare   | Titolo                                  | Necropoli  | Dinastia/Periodo      | Note                    |
| ---------- | --------------------------------------- | ---------- | --------------------- | ----------------------- |
| Esbanebded | Padre Divino, Profeta alla testa del re | El-Assasif | XXI-XXII dinastia (?) | accessibile dalla TT189 |

## Biografia
Pakharkhonsu, anch'egli Padre Divino, fu suo padre; Meramuniotes, Suonatrice di sistro di Amon-Ra, fu sua madre; Tanub fu sua moglie e anche Pakharkhonsu, come il nonno, fu il nome di suo figlio.

## La tomba
L'ingresso a TT190 si apre in un più vasto cortile di disimpegno che consente l'accesso a numerose altre tombe (TT192, TT364, TT407); ad essa si accede, inoltre, dall'annesso alla TT189 e, a sua volta, TT190 fa da ingresso alla TT191.
Molto danneggiata, è interpretabile una sola scena (1/nero in planimetria) che rappresenta il defunto seduto con il figlio Pakharkhonsu e testi che riportano i titoli e i nomi. La TT190 venne verosimilmente usurpata in Periodo Tardo.

### Annotazioni
1. ↑  La numerazione dei locali e delle pareti segue quella di Porter e Moss 1927, p. 296.
2. ↑  La prima numerazione delle tombe, dalla numero 1 alla 253, risale al 1913 con l'edizione del "Topographical Catalogue of the Private Tombs of Thebes" di Alan Gardiner e Arthur Weigall. Le tombe erano numerate in ordine di scoperta e non geografico; ugualmente in ordine cronologico di scoperta sono le tombe dalla 253 in poi.
3. ↑  I campi della Duat, ovvero l'aldilà egizio, si trovavano, secondo le credenze, proprio sulla riva occidentale del grande fiume.
4. ↑  Nella sua epoca di utilizzo, l'area era nota come "Quella di fronte al suo Signore" (con riferimento alla riva orientale, dove si trovavano le strutture dei Palazzi di residenza dei re e i templi dei principali dei) o, più semplicemente, "Occidente di Tebe".
5. ↑  le Tombe dei Nobili, benché raggruppate in un'unica area, sono di fatto distribuite su più necropoli distinte.
6. ↑  Le note, sovente di inquadramento topografico della tomba, sono tratte dal "Topographical Catalogue" di Gardiner e Weigall, ed. 1913 e fanno perciò riferimento alla situazione dell'epoca.
7. ↑  Poiché in planimetria sono rappresentate due differenti tombe, i riferimenti sono stati riportati in differente colore. Per la TT190 seguire la numerazione nera.

### Fonti
1. ↑  Porter e Moss 1927,  p. 206.
2. ↑  Gardiner e Weigall 1913.
3. ↑  Donadoni 1999,  p. 115.
4. ↑  Gardiner e Weigall 1913, p. 32.
5. ↑  Porter e Moss 1927,  p. 297.
6. ↑  Gardiner e Weigall 1913, pp. 32-33.
7. ↑  Gardiner e Weigall 1913, p. 33.
8. ↑  Porter e Moss 1927,  p. 297, confermata in edizione del 1970.
9. ↑  Porter e Moss 1927,  confermata nell'edizione del 1970, p. 297.